# Arachniodes pseudo-simplicior
Arachniodes pseudo-simplicior là một loài thực vật có mạch trong họ Dryopteridaceae. Loài này được Ching miêu tả khoa học đầu tiên năm 1986.